# Lactoria cornuta

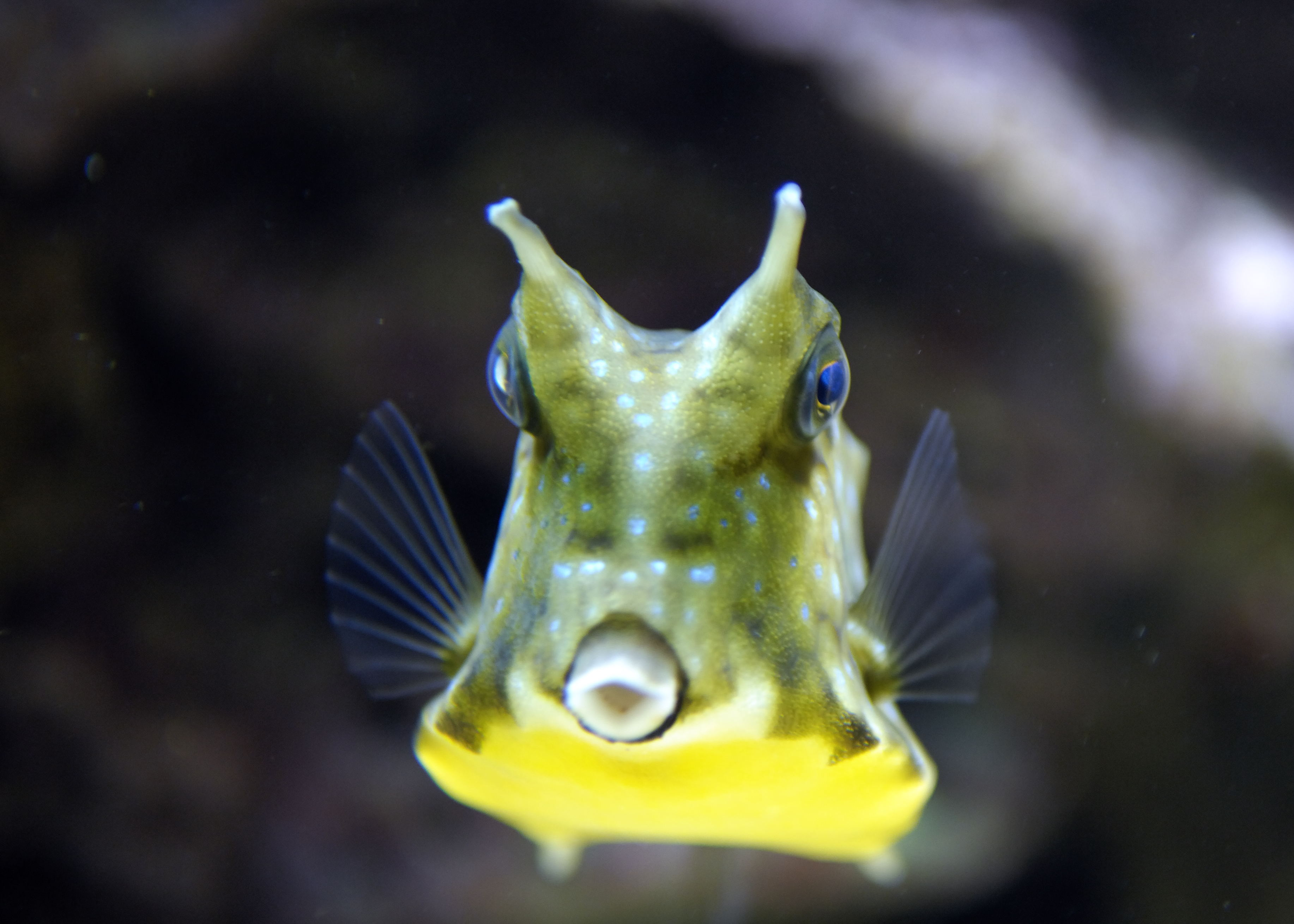
Vista frontal

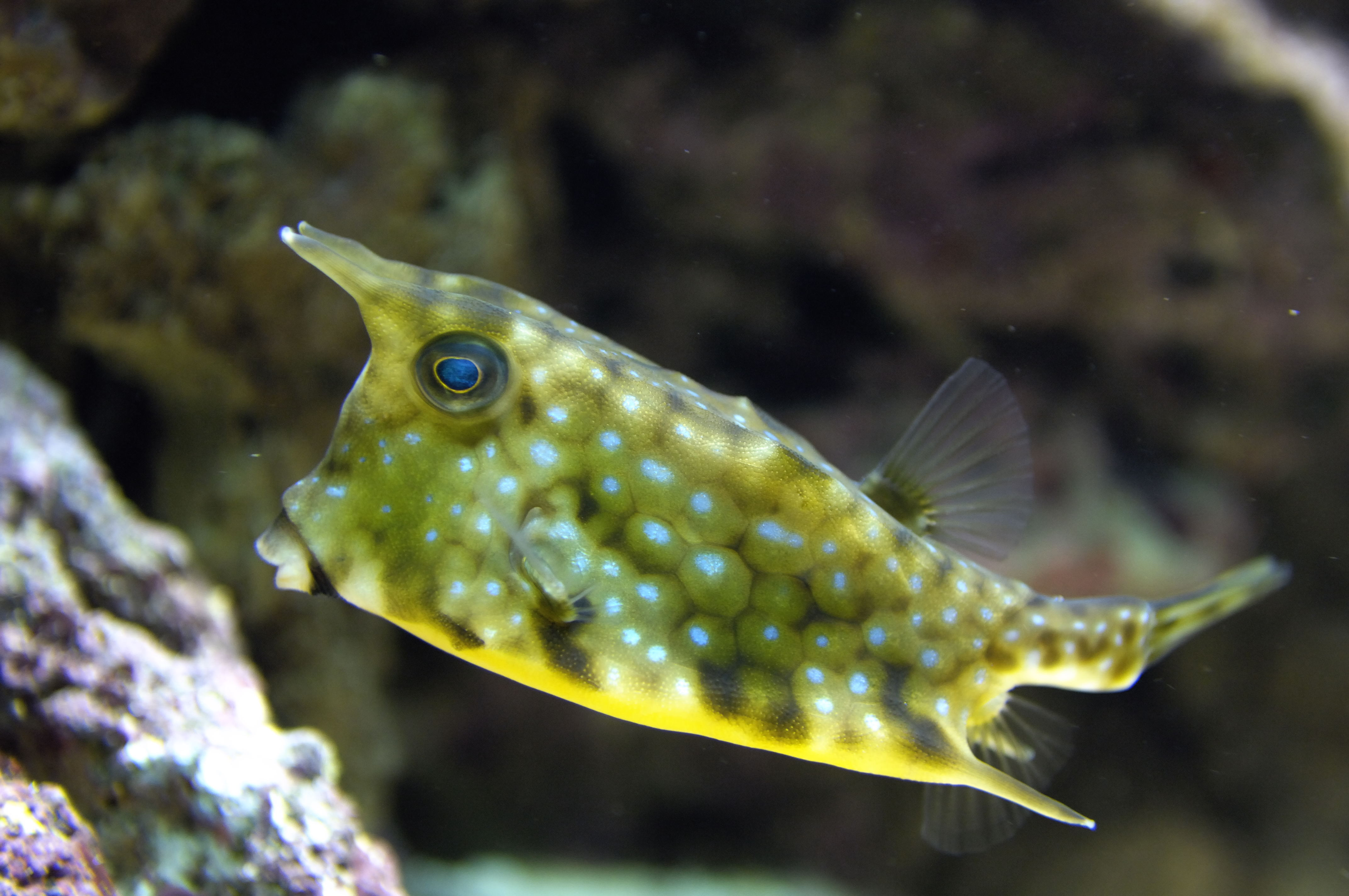
Vista lateral

Lactoria cornuta és una espècie de peix de la família dels ostràcids i de l'ordre dels tetraodontiformes.

## Morfologia
- Els mascles poden assolir 46 cm de longitud total.[2]

## Alimentació
Menja invertebrats bentònics apartant la sorra del fons marí mitjançant rajos d'aigua que expulsa per la boca.

## Depredadors
És depredat per la tonyina d'aleta groga (Thunnus albacares) i la tonyina d'ulls grossos (Thunnus obesus).

## Hàbitat
És un peix de clima tropical i associat als esculls de corall que viu entre 18-100 m de fondària.

## Distribució geogràfica
Es troba des del Mar Roig i l'Àfrica oriental fins a les Illes Marqueses, les Tuamotu, el sud del Japó i l'illa de Lord Howe.

## Ús comercial
És assecat per a fer adorns.

## Observacions
Hi ha informes d'enverinament per ciguatera.